# Ева Павлік
Ева Павлік  (нім. Eva Pawlik, 4 жовтня 1927 — 31 липня 1983) — австрійська фігуристка, олімпійська медалістка.

## Виступи на Олімпіадах
| Олімпіада        | Дисципліна       | Місце |
| ---------------- | ---------------- | ----- |
| Санкт-Моріц 1948 | одиночний розряд | 2     |